# Hermes (raketoplán)

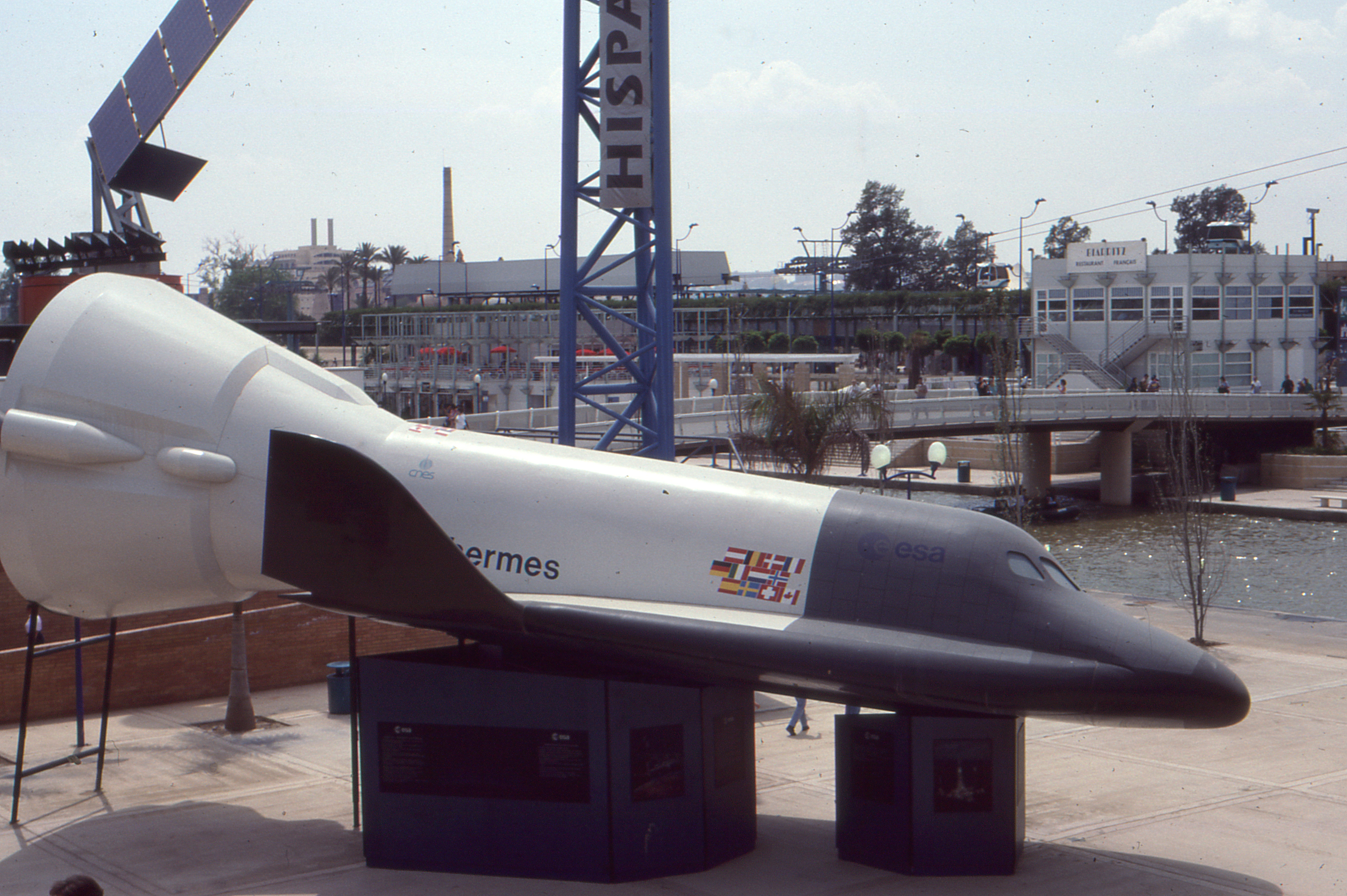
Maketa raketoplánu Hermes
Země původu: Francie
Startovací hmotnost: 21 000 kg
Užitečné zatížení: 3 000 kg
Stav: zrušen

Hermes byl projekt evropského raketoplánu. Raketoplán měl být do vesmíru vynášen raketou Ariane 5 a měl dle plánů zásobovat evropskou vesmírnou stanici Columbus. Ta se ovšem později stala součástí Mezinárodní vesmírné stanice (zkráceně ISS). Raketoplán měl dle prvotních záměrů být schopen do vesmíru vynést šestičlennou posádku a náklad. Kvůli nedostatku financí byl postupně počet členů posádky snižován (až na dva členy) a objem vynášeného nákladu byl snížen na nulu.
K pozastavení projektu došlo v roce 1989, protože v té době již došlo k opadnutí nutnosti vlastnit raketoplán. Stalo se tak navzdory tomu, že již mělo dojít ke zkouškám k atmosféře. V roce 1997 došlo k úplnému zrušení projektu především z finančních důvodů.